# Arthrosaura tyleri
Arthrosaura tyleri là một loài thằn lằn trong họ Gymnophthalmidae. Loài này được Burt & Burt mô tả khoa học đầu tiên năm 1931.